# All of the Stars
"All of the Stars" é uma canção gravada pelo músico inglês Ed Sheeran para a banda sonora do filme romântico A Culpa É das Estrelas (2014), no qual foi colocada como a faixa de abertura, embora tenha sido a faixa de encerramento do filme, visto que foi apenas reproduzida enquanto os créditos finais rolavam. Foi também inclusa na versão física da edição deluxe de x (2014), segundo trabalho de estúdio de Sheeran. O músico declarou que a canção foi "inspirada pelo filme como um todo, querendo apenas ser triste e, no entanto, eufórico e levantar um pouco o espírito das pessoas." Um vídeo musical promocional foi publicado no YouTube a 9 de Maio de 2014. O teledisco apresenta mensagens de encorajamento enviadas por fãs do intérprete.
Após o lançamento da faixa, Sheeran juntou-se a Christina Grimmie para que interpretassem "All of the Stars" ao vivo como um dueto no episódio final da sexta temporada da versão norte-americana do programa de televisão The Voice.

## Desempenho nas tabelas musicais
| País — Tabela musical (2014)                                  | Posição de pico |
| ------------------------------------------------------------- | --------------- |
| Canadá — Hot 100 (Billboard)                                  | 67              |
| França — Top Singles (SNEP)                                   | 130             |
| Alemanha — Top 100 Single (Offizielle Deutsche Charts)        | 66              |
| Irlanda — Official Irish Singles Chart Top 50 (IRMA)          | 29              |
| Escócia — Official Scottish Singles Sales Chart Top 100 (OCC) | 31              |
| Reino Unido — Official Singles Chart Top 100 (OCC)            | 46              |
| Estados Unidos — Bubbling Under Hot 100 Singles               | 13              |
| Estados Unidos — Digital Song Sales                           | 49              |

Certificações e vendas
| Região — Associação (Vendas)    | Certificação |
| ------------------------------- | ------------ |
| Canadá — Music Canada (80 000)  | Platina      |
| Reino Unido — BPI (200 000)     | Prata        |
| Estados Unidos — RIAA (500 000) | Ouro         |